# Acido 3-deossi-D-arabino-eptulosonico 7-fosfato
L'acido 3-deossi-D-arabino-eptulosonico 7-fosfato (DAHP) è un intermedio della via dello shikimato. È il diretto precursore dell'acido 3-deidrochinico. L'enzima 3-deidrochinato sintasi catalizza la seguente reazione: